# شاين غريدي
شاين غريدي (بالإنجليزية: Shane Grady)‏ هو لاعب دوري الرغبي بريطاني، ولد في 13 ديسمبر 1989 في ويدنس ‏ في المملكة المتحدة.